# Opisthorchiidae
Opisthorchiidae — родина трематод ряду Plagiorchiida.
Серед представників родини найбільше медичне значення мають Clonorchis sinensis, Opisthorchis viverrini і Opisthorchis felineus, які спричинюють клонорхоз, опісторхоз.
Представники родини є космополітами.
|  |  |

## Підродини
Містить 13 підродин, але систематика постійно змінюється:
- Allogomtiotrematinae (Gupta, 1955) Yamaguti, 1958 — два роди
- Aphallinae Yamaguti, 1958 — один рід
- Delphinicolinae Yamaguti, 1933 — один рід
- Diasiellinae Yamaguti, 1958 — один рід
- Metorchiinae Luhe, 1909 — чотири роди
- Oesophagicolinae Yamaguti, 1933 — один рід
- Opisthorchiinae Yamaguti, 1899 — 14 родів
- Pachytrematinae (Railliet, 1919) Ejsmont, 1931 — один рід
- Plotnikoviinae (Skrjabin, 1945) Skrjabin et Petrov, 1950 — один рід
- Pseudamphimerinae Skrjabin et Petrov, 1950 — три роди
- Pseudamphistominae Yamaguti, 1958 — два роди
- Ratziinae (Dollfus, 1929) Price, 1940 — один рід
- Tubangorchiinae Yamaguti, 1958 — один рід

## Роди
Родина Opisthorchiidae містить 33 валідних роди:
- Agrawalotrema Sahay & Sahay, 1988
- Allogomtiotrema Yamaguti, 1958
- Amphimerus Barker, 1911
- Cladocystis Poche, 1926
- Clonorchis Looss, 1907
- Cyclorchis Luhe, 1908
- Delphinicola Yamaguti, 1933
- Diasiella Travassos, 1949
- Erschoviorchis Skrjabin, 1945
- Euamphimerus Yamaguti, 1941
- Evranorchis Skrjabin, 1944
- Gomtia Thapar, 1930
- Hepatiarius Fedzullaev, 1961
- Holometra Looss, 1899
- Metametorchis Morozov, 1939
- Metorchis Looss, 1899
- Microtrema Kobayashi, 1915
- Nigerina Baugh, 1958
- Oesophagicola Yamaguti, 1933
- Opisthorchis Blanchard, 1895
- Pachytrema Looss, 1907
- Parametorchis Skrjabin, 1913
- Paropisthorchis Stephens, 1912
- Plotnikovia Skrjabin, 1945
- Pseudamphimerus Gower, 1940
- Pseudamphistomum Luhe, 1908
- Pseudogomtiotrema Gupta & Jain, 1991
- Ratzia Poche, 1926
- Satyapalia Lakshminarayana & Hafeezullah, 1974
- Thaparotrema Gupta, 1955
- Trionychotrema Chin & Zhang, 1981
- Tubangorchis Skrjabin, 1944
- Witenbergia Vaz, 1932